# Живова, Зинаида Семёновна
Зинаида Семёновна Живова (3 декабря 1908, Феодосия, Российская империя — 17 января 1985, Москва, СССР) — советский библиограф, библиографовед и педагог, кандидат педагогических наук (1941).

## Биография
Родилась 3 декабря 1908 года в Феодосии. В 1936 году поступила в МГИК, который она окончила в 1941 году, после чего переехала в Ростов-на-Дону и устроилась на работу в библиотечный техникум, однако отработав там пару месяцев вернулась в Москву и вошла в состав МГИКа, где она преподавала вплоть до 1969 года, при этом с 1943 по 1948 год занимала должность декана, с 1954 по 1959 год заведовала кафедрой детской литературы. Являлась одной из создательницей факультета детских и юношеских библиотек.
Скончалась 17 января 1985 года в Москве.

## Научные работы
Основные научные работы посвящены изучению рекомендательной библиографии детской литературы в Российской империи периода 1860-1917 гг.
- Внесла значительный вклад по вышестоящим изучениям. Автор ряда научных работ и учебников[1].